# Cristian Mungiu
Cristian Mungiu (født 27. april 1968 i Iaşi) er en rumænsk filminstruktør, der fik sit internationale gennembrud ved at vinde Den Gyldne Palme ved Filmfestivalen i Cannes 2007 for filmen 4 måneder, 3 uger og 2 dage.